# Presentreklam
Presentreklam kallas den verksamhet när företag eller annan organisation ger gåvor till kunder eller anställda för att göra reklam. Ordet har därför en tydlig koppling mellan reklam och present. Syftet med att ge presenter är således att uppmuntra mottagaren eller att påverka denne att köpa produkter eller tjänster. Presentreklam ingår som en del i företagets marknadsföring och försäljning.
Vanligast är billiga småsaker som pennor, nyckelringar och liknande. Men även mer avancerade produkter som kläder kan fungera som presentreklam. I Sverige omsätter presentreklam cirka 10 miljarder kronor. På den svenska marknaden finns cirka 3 000 återförsäljare. Återförsäljarna förädlar presentreklamen genom att märka den med logotyp (med till exempel screentryck), se profilvara.

## Källhänvisningar
1. ↑  PRomotion EXPO nr 16 2009